# Cheated Hearts
Pour plus de détails, voir Fiche technique et Distribution.
Cheated Hearts est un film américain réalisé par Hobart Henley, sorti en 1921.

## Fiche technique
- Titre : Cheated Hearts
- Réalisation : Hobart Henley
- Scénario : Wallace Clifton et William F. Payson
- Pays d'origine : États-Unis
- Format : Noir et blanc - 1,33:1 - Film muet
- Genre : drame
- Date de sortie : 1921

## Distribution
- Herbert Rawlinson : Barry Gordon
- Warner Baxter : Tom Gordon
- Marjorie Daw : Muriel Bekkman
- Doris Pawn : Kitty Van Ness
- Winter Hall : Nathanial Beekman
- Josef Swickard : Colonel Fairfax Gordon
- Murdock MacQuarrie : Ibrahim
- Boris Karloff : Nei Hamid
- Anna Lehr : Naomi